# Nổ súng trường học ở Kazan
Vào ngày 11 tháng 5 năm 2021, một vụ nổ súng đã diễn ra tại một trường học ở Kazan, Tatarstan, Nga. Vụ nổ súng làm 9 người (gồm 7 học sinh và 2 giáo viên) thiệt mạng, và làm 23 người khác bị thương. Nghi phạm được nhận dạng là Ilnaz Galyaviev, đã nhận tội danh giết 2 người trở lên vào ngày 12 tháng 5 và hiện bị bắt giữ đến ngày 11 tháng 7.

## Sự kiện
Vụ nổ súng giết người hàng loạt diễn ra tại trường số 175 ở Kazan, Tatarstan, Nga, lúc đó có 714 học sinh và 70 nhân viên tại hiện trường. Vào lúc 9:19 sáng MSK (6:19 UTC), Ilnaz Galyaviev bị chặn tại cổng vào vì hệ thống an ninh đòi hỏi phải có thẻ. Galyaviev bắt đầu nổ súng khi hai người gác cổng đến chặn anh ta lại. Cả hai người đều bị thương và một trong hai người là một sĩ quan kỹ thuật đã bật nút báo động vào lúc 9:25. Các giáo viên trong trường đã nghe tiếng báo động và khóa các lớp học. Một thông điệp qua radio cũng được phát khắp tòa nhà, kêu gọi các giáo viên đóng cửa lớp học.
Galyaviev tiến vào tòa nhà và cho nổ một thiết bị nổ tự tạo gần lớp dạy tiếng Anh. Galyaviev tiến lên tầng ba, vào lớp số 310 và giết chết 7 học sinh và 1 giáo viên. Trong lúc này anh ta đã bắn đến 17 phát đạn. Một số học sinh trốn thoát bằng cách nhảy ra khỏi cửa số từ tầng ba. Trong vòng 20 phút toàn bộ trường đã được sơ tán. Cảnh sát đến vào 9:33 và lập tức bắt giữ Galyaviev.
Những đoạn video quay cảnh trong và ngoài trường học đã được phát tán trên mạng xã hội; những đoạn phim cho thấy học sinh dùng cửa sổ lớp học để trốn thoát, cảnh hành lang với đồ đạc cá nhân, và một người đàn ông bị cảnh sát bắt giữ.
Lính cứu hỏa đã giải thoát 23 người từ tầng ba của trường.

## Nạn nhân
Bảy học sinh lớp 8 và hai người lớn thiệt mạng trong cuộc nổ súng. Trong số người bị thương gồm có 20 học sinh từ 7 đến 15 tuổi và ba người lớn. Ít nhất 12 học sinh có thương tích từ súng đạn. Một chiếc Ilyushin Il-76 từ Bộ Tình trạng Khẩn cấp đã đưa 9 người bị thương, trong đó có 5 học sinh, từ Kazan đến Zhukovsky. Sau khi máy bay hạ cánh, xe cứu thương đã đưa những người bị thương đến Moskva.
Các báo cáo từ thông tấn xã nhà nước cho biết hai trong số các học sinh thiệt mạng chết sau khi nhảy từ cửa sổ tầng ba xuống đất để trốn thoát.

## Nghi phạm
Ilnaz Galyaviev (tiếng Tatar: Илназ Галәвиев, tiếng Nga: Ильназ Галявиев), một cư dân thành phố Kazan 19 tuổi (sinh ngày 11 tháng 9 năm 2001) đã bị bắt giữ. Galyaviev là cựu học sinh của trường, tốt nghiệp năm 2018 và đã bị đuổi khỏi Đại học TISBI, một học viện quản lý tại Kazan, từ tháng 4 năm 2021. Vào sáng ngày nổ súng, Galyaviev đã đăng trên Telegram một bức hình mình đeo mặt nạ với dòng chữ 'Thượng đế' bằng tiếng Nga, với lời viết, "Hôm nay tôi sẽ giết chết một đống cặn bã và bắn mình."
Các nhà chức trách dự kiến sẽ đánh giá tình trạng tâm lý và tâm thần của Galyaviev trong vòng hai tháng. Trước đó một năm Galyaviev đã đi khám tâm thần và xét nghiệm cho thấy có dấu hiệu teo não, nhưng chưa đăng ký với bác sĩ tâm thần. Họ hàng của Galyaviev cũng đã ghi nhận Galyaviev có thái độ hung hăng hơn trước. Tuy nhiên, tại tòa án vào ngày 12 tháng 5 thì Galyaviev phủ nhận mình có bệnh nặng nào.
Shotgun bán tự động Hatsan Escort PS Guard được cho là do Galyaviev sử dụng đã được đăng ký 2 tuần trước đó. Galyaviev nhận giấy phép giữ vũ khí vào ngày 28 tháng 4, 13 ngày trước khi xảy ra vụ tấn công.
Trong lúc bị bắt giữ, Galyaviev cho biết anh ta đã cài bom tại địa chỉ mình ở. Tuy nhiên, sau một cuộc khám xét, cảnh sát không tìm ra được chất nổ nào, và đã thu giữ một số vật chứng.

### Pháp lý
Ngày 12 tháng 5, Galyaviev nhận tội giết hai người trở lên (Bộ luật Hình sự Nga, Điều 105, Phần 2), với án phạt tối đa là tù chung thân. Anh ta sẽ bị giam giữ đến ngày 11 tháng 7.

## Hậu quả

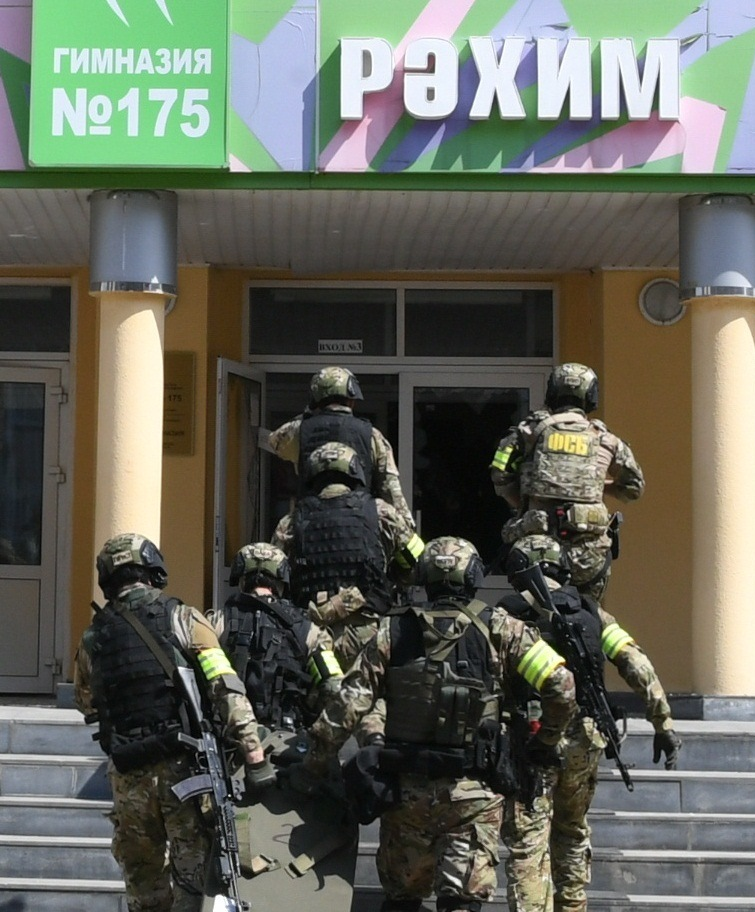
Tổng cục An ninh Liên bang tiến vào trường số 175 sau vụ nổ súng.

Tất cả các lớp học ca hai tại Kazan đã bị hủy, và lối vào các trường ở thành phố cũng bị hạn chế. Một số trường học ở Moskva cũng được chó lục soát nhưng không tìm ra gì. Một chế độ hoạt động chống khủng bố (CTO) được thiết lập tại trường và gỡ bỏ vào lúc 15:47. Thêm vào đó, ngày 12 tháng 5 được tuyên bố là ngày chịu tang.  Các sự kiện văn hóa và giải trí bị hủy bỏ trong hai ngày 11 và 12 tháng 5.
Các nhà chức trách Tatarstan ngày 12 tháng 5 dự định tặng gia đình các nạn nhân thiệt mạng trị giá 1 triệu rúp. Họ cũng có kế hoạch trao tặng tiền trị giá 200-400 trăm nghìn rúp cho gia đình mỗi người bị thương.

### Đề xuất kiểm soát súng
Tổng thống Vladimir Vladimirovich Putin đã chia buồn với gia đình những nạn nhân và ra lệnh chính phủ Nga thắt chặt luật súng đạn. Vasily Ivanovich Piskarev, chủ tịch Ủy ban Quốc gia về An ninh và Chống Tham nhũng cho biết một nhóm làm việc sẽ suy xét một dự luật nhằm thêm giới hạn cho việc cấp giấy phép sở hữu súng vào ngày 12 tháng 5 và sẽ được xét trên toàn thể Duma Quốc gia vào ngày 18 tháng 5. Dự luật này, vốn đã được đệ trình vào tháng 12 năm 2020, cấm các công dân với hai tiền án trở lên, hoặc lái xe khi say rượu, không được sở hữu hay đăng ký vũ khí.
Thư ký Tổng hội đồng Đảng Nước Nga thống nhất Andrey Anatolyevich Turchak, nhấn mạnh cần phải thắt chặt luật về buôn lậu vũ khí và tìm cách tốt hơn để bảo vệ trường học. Chủ tịch Duma Quốc gia Vyacheslav Viktorovich Volodin bày tỏ cần phải thiết lập các thủ tục để ngăn chận người dân có vấn đề tâm thần mua vũ khí. Ông cũng kêu gọi quy trách nhiệm nặng nề hơn cho những kẻ phân phối giấy tờ giả mạo để mua vũ khí.
Tatyana Nikolayevna Moskalkova đến từ tổ chức Nhân quyền Ombudsman đề xuất tăng tuổi tối thiểu để mua vũ khi lên đến 21.

### Các dự luật khác
Volodin cũng đã đưa ra đề xuất không đòi hỏi khai báo danh tính trên Internet để giảm bớt nội dung cực đoan và bạo lực trên mạng.